# Maria Virtuts Torró Ferrero
Maria Virtuts Torró Ferrero   (Ontinyent, 1955), més coneguda com a Tudi Torró, és una mestra, professora de la Universitat d'Alacant. Fou membre de l'Acadèmia Valenciana de la Llengua del 2019 al 2024.
Tudi Torró ha ocupat diferents càrrecs, entre els anys 1999 i 2007 ha estat professora de la Facultat d'Educació a la Universitat d'Alacant, entre els anys 1990 i 2015 fou inspectora d'educació per a posteriorment ser Directora Territorial d'Educació d'Alacant des de 2015 a 2019, any en què es va jubilar. En novembre de 2019 va ser elegida membre de l'Acadèmia Valenciana de la Llengua en substitució de la difunta Carme Miquel. En abril de 2024 renuncià al càrrec per motius personals.
Ha publicat diversos llibres i materials educatius per a educació primària i secundària, llibres didàctics i materials curriculars de valencià. A més és coautora de l'estudi L'estat de la qüestió dels programes d'immersió lingüística a Catalunya, País Valencià i Les Illes Balears (maig, 1995) subvencionat per la Fundació Jaume Bofill. Col·laboradora també en revistes professionals i ha participat com a ponent, en jornades i congressos d'educació sobre plurilingüisme.

## Premis
- 1996 Premi “Educación y Sociedad” en la modalitat de llibres de text o material de desenvolupament curricular, per “Resolución del Ministerio de Educación y Cultura. Centro de Investigación y Documentación Educativa CIDE”.[7]
- 2002 Premi Jaume I Casal d'Elx, en reconeixement de la tasca continuada en benefici de la llengua i la cultura del País Valencià.[2]
- 2009 Premi Federació Escola Valenciana, en reconeixement de la trajectòria individual en benefici de l'escola valenciana.[2]
- 2014 XV Premi Vicent Ventura, de la Universitat de València i la Universitat Jaume I de Castelló, per la trajectòria cívica, democràtica i de compromís amb la llengua i cultura valencianes[8]
- 2018 XV Premi Joan Baptista Basset a la trajectòria en defensa de l'educació pública i en valencià.[3][5]